# Maláj szarvascsőrű
A maláj szarvascsőrű (Anthracoceros malayanus) a madarak osztályába, a szarvascsőrűmadár-alakúak (Bucerotiformes) rendjébe és a szarvascsőrűmadár-félék (Bucerotidae) családjába tartozó faj.

## Rendszerezése
A fajt Stamford Raffles brit ornitológus írta le 1822-ben, a Buceros nembe Buceros malayanus néven.

## Előfordulása
Délkelet-Ázsiában, Brunei, Indonézia, Malajzia, Szingapúr és Thaiföld területén honos. Természetes élőhelyei a szubtrópusi és trópusi síkvidéki esőerdők és mocsári erdők. Állandó, nem vonuló faj.

## Megjelenése
Testhossza 65 centiméter. A nemek különböznek.
|  |  |

## Életmódja
Tápláléka gyümölcsökből, sáskákból, kisebb hüllőkből és kétéltűekből áll.

## Szaporodása
Fa üregébe készíti fészkét. Fészekalja 2-3 tojásból áll, melyen 30 napig kotlik.

## Természetvédelmi helyzete
Az elterjedési területe rendkívül nagy, de csökken, egyedszáma is gyorsan csökken. A Természetvédelmi Világszövetség Vörös listáján sebezhető fajként szerepel.
Összehangolt tenyésztéssel próbálják meg megmenteni a fajt. Európában az Európai Állatkertek és Akváriumok Szövetsége felügyelete alá tartozó Európai Veszélyeztetett Fajok Programja (EEP) keretében tenyésztik a faj egyedeit.